# CERH Champions League 2006-2007
La CERH Champions League 2006-2007 è stata la 42ª edizione della massima competizione europea di hockey su pista riservata alle squadre di club, l'11ª con tale denominazione. Il torneo ha avuto inizio il 14 ottobre 2006 e si è concluso il 1º aprile 2007.
Il titolo è stato conquistato dal Barcellona per la diciassettesima volta nella sua storia.

## Squadre partecipanti
| Nazione     | Club             | Città              | Qualificazione                                                                              |
| ----------- | ---------------- | ------------------ | ------------------------------------------------------------------------------------------- |
| Francia     | Coutras          | Coutras            | 3º in Nationale 1 2005-2006                                                                 |
| Francia     | La Vendéenne     | La Roche-sur-Yon   | 2º in Nationale 1 2005-2006                                                                 |
| Francia     | SCRA Saint-Omer  | Saint-Omer         | 1º in Nationale 1 2005-2006, campione di Francia                                            |
| Germania    | Cronenberg       | Wuppertal          |                                                                                             |
| Germania    | Iserlohn         | Iserlohn           |                                                                                             |
| Inghilterra | Herne Bay United | Herne Bay          |                                                                                             |
| Italia      | Bassano 54       | Bassano del Grappa | 2º in Serie A1 2005-2006, finale dei i play-off                                             |
| Italia      | CGC Viareggio    | Viareggio          | 5º in Serie A1 2005-2006, semifinale dei i play-off                                         |
| Italia      | Follonica        | Follonica          | Campione d'Europa in carica e 1º in Serie A1 2005-2006, vince i play-off, campione d'Italia |
| Italia      | Prato Primavera  | Prato              | 3º in Serie A1 2005-2006, semifinale dei i play-off                                         |
| Portogallo  | Barcelos         | Barcelos           | 3º in 1ª Divisão 2005-2006                                                                  |
| Portogallo  | Juventude Viana  | Viana do Castelo   | 4º in 1ª Divisão 2005-2006                                                                  |
| Portogallo  | Porto            | Porto              | 1º in 1ª Divisão 2005-2006, campione del Portogallo                                         |
| Spagna      | Barcellona       | Barcellona         | 1º in OK Liga 2005-2006, vince i play-off, campione di Spagna                               |
| Spagna      | Reus Deportiu    | Reus               | 2º in OK Liga 2005-2006, finale dei play-off                                                |
| Spagna      | Vic              | Vic                | 3º in OK Liga 2005-2006, semifinale dei play-off                                            |
| Svizzera    | Ginevra          | Ginevra            |                                                                                             |
| Svizzera    | Thunerstern      | Thun               |                                                                                             |
| Svizzera    | Uttigen          | Uttigen            |                                                                                             |

## Risultati

### Primo turno
| Squadra 1       | Totale | Squadra 2        | Andata | Ritorno |
| --------------- | ------ | ---------------- | ------ | ------- |
| SCRA Saint-Omer | 11 - 4 | Herne Bay United | 5 - 1  | 6 - 3   |
| CGC Viareggio   | 6 - 7  | Juventude Viana  | 3 - 1  | 3 - 6   |
| Coutras         | 7 - 10 | Ginevra          | 2 - 4  | 5 - 6   |

### Ottavi di finale
| Squadra 1       | Totale | Squadra 2       | Andata | Ritorno |
| --------------- | ------ | --------------- | ------ | ------- |
| Thunerstern     | 3 - 17 | Reus Deportiu   | 0 - 8  | 3 - 9   |
| Porto           | 13 - 2 | La Vendéenne    | 6 - 1  | 7 - 1   |
| Uttigen         | 2 - 15 | Prato Primavera | 1 - 5  | 1 - 10  |
| Iserlohn        | 2 - 13 | Barcellona      | 1 - 6  | 1 - 7   |
| SCRA Saint-Omer | 2 - 12 | Bassano 54      | 1 - 2  | 1 - 10  |
| Follonica       | 12 - 8 | Juventude Viana | 9 - 3  | 3 - 5   |
| Cronenberg      | 6 - 14 | Vic             | 3 - 6  | 3 - 8   |
| Ginevra         | 7 - 16 | Barcelos        | 3 - 7  | 4 - 9   |

### Fase a gironi

#### Girone A
| Squadra         | Pt | G | V | N | P | GF | GS | DG  |
| --------------- | -- | - | - | - | - | -- | -- | --- |
| Barcellona      | 15 | 6 | 5 | 0 | 1 | 28 | 11 | +17 |
| Barcelos        | 9  | 6 | 3 | 0 | 3 | 17 | 19 | -2  |
| Vic             | 9  | 6 | 3 | 0 | 3 | 13 | 17 | -4  |
| Prato Primavera | 3  | 6 | 1 | 0 | 5 | 11 | 22 | -11 |

| Prima giornata   |     |                 |
| Barcellona       | 8–2 | Vic             |
| Barcelos         | 4–2 | Prato Primavera |
| Seconda giornata |     |                 |
| Vic              | 4–0 | Barcelos        |
| Prato Primavera  | 2–3 | Barcellona      |
| Terza giornata   |     |                 |
| Vic              | 2–1 | Prato Primavera |
| Barcellona       | 6–2 | Barcelos        |
| Quarta giornata  |     |                 |
| Vic              | 0–2 | Barcellona      |
| Prato Primavera  | 1–5 | Barcelos        |
| Quinta giornata  |     |                 |
| Barcelos         | 2–3 | Vic             |
| Barcellona       | 6–1 | Prato Primavera |
| Sesta giornata   |     |                 |
| Prato Primavera  | 4–2 | Vic             |
| Barcelos         | 4–3 | Barcellona      |

#### Girone B
| Squadra       | Pt | G | V | N | P | GF | GS | DG |
| ------------- | -- | - | - | - | - | -- | -- | -- |
| Bassano       | 11 | 6 | 3 | 2 | 1 | 16 | 14 | +2 |
| Porto         | 10 | 6 | 3 | 1 | 2 | 21 | 16 | +5 |
| Reus Deportiu | 8  | 6 | 2 | 2 | 2 | 13 | 17 | -4 |
| Follonica     | 4  | 6 | 1 | 1 | 4 | 23 | 26 | -3 |

| Prima giornata   |     |               |
| Porto            | 1–2 | Bassano 54    |
| Reus Deportiu    | 4–3 | Follonica     |
| Seconda giornata |     |               |
| Reus Deportiu    | 1–1 | Bassano 54    |
| Follonica        | 6–7 | Porto         |
| Terza giornata   |     |               |
| Bassano 54       | 1–5 | Follonica     |
| Porto            | 4–1 | Reus Deportiu |
| Quarta giornata  |     |               |
| Bassano 54       | 3–3 | Porto         |
| Follonica        | 4–4 | Reus Deportiu |
| Quinta giornata  |     |               |
| Bassano 54       | 4–0 | Reus Deportiu |
| Porto            | 5–1 | Follonica     |
| Sesta giornata   |     |               |
| Follonica        | 4–5 | Bassano 54    |
| Reus Deportiu    | 3–1 | Porto         |

### Final Four
La Final Four della manifestazione si è disputata a Bassano del Grappa dal 31 marzo al 1º aprile 2007.

#### Tabellone
|  | Semifinali | Semifinali | Semifinali |            |            | Finale     | Finale | Finale |  |
|  |            |            |            |            |            |            |        |        |  |
|  | Barcellona | Barcellona | 3          |            |            |            |        |        |  |
|  | Barcellona | Barcellona | 3          |            |            |            |        |        |  |
|  | Porto      | Porto      | 2          |            |            |            |        |        |  |
|  | Porto      | Porto      | 2          |            | Barcellona | Barcellona | 5      |        |  |
|  |            |            |            |            | Barcellona | Barcellona | 5      |        |  |
|  |            |            | Bassano 54 | Bassano 54 | 2          |            |        |        |  |
|  | Bassano 54 | Bassano 54 | Bassano 54 | Bassano 54 | 2          | 3          |        |        |  |
|  | Bassano 54 | Bassano 54 |            |            |            |            |        |        |  |
|  | Barcelos   | Barcelos   | 2          |            |            |            |        |        |  |

#### Semifinali
| Bassano del Grappa 31 marzo 2007 | Barcellona | 3 – 2 | Porto | PalaInfoplus |

| Bassano del Grappa 31 marzo 2007 | Bassano 54 | 3 – 2 | Barcelos | PalaInfoplus |

#### Finale
| Bassano del Grappa 1º aprile 2007 | Barcellona | 5 – 2 | Bassano 54 | PalaInfoplus |